# 北澤美術館新館
北澤美術館新館（きたざわびじゅつかんしんかん）は、かつて長野県諏訪市に存在した美術館。
1992年、「ルネ・ラリック美術館」として開館。2003年4月1日、近隣に位置するキッツが出資した北澤美術館の別館として「北澤美術館新館」と改称。北澤美術館所有のルネ・ラリック以外の作家作品も展示された。
2012年12月、再度改称し「SUWAガラスの里」に併設されたSUWAガラスの里の美術館となっている（住所、電話番号などの変更はない）。

## 外部サイト
- SUWAガラスの里